# Нджоле
Нджолѐ (на френски: Ndjolé) е град в Габон, разположен на изток от Ламбарене на река Огоуе, магистрала N2 и Трансгабонската железница. Известен е като дърводобивен център и гара разпределителна. Има население от 6877 жители (по данни от 2013 г.).